# آنا دانيل
آنا دانيل (بالمجرية: Dániel Anna)‏ هي صحفية مجرية، ولدت في 10 يوليو 1908 في بودابست في المجر، وتوفي بنفس المكان في 17 سبتمبر 2003.